# Yoshino (Schiff, 1893)
Die Yoshino (jap. 吉野) war ein Geschützter Kreuzer 2. Klasse der Kaiserlich Japanischen Marine. Der bei Armstrong, Mitchell & Co konstruierte und gebaute Kreuzer ging am 15. Mai 1904 während des Russisch-Japanischen Kriegs durch Kollision mit dem Panzerkreuzer Kasuga im Gelben Meer mit 319 Toten verloren.

## Baugeschichte
Die Yoshino war ein typischer Elswick-Kreuzer und eine verbesserte Ausgabe der für die argentinische Marine gebauten Kreuzer vom Typ Veinticinco de Mayo, die Philip Watts konstruiert hatte. Watts, seit 1885 Direktor der Kriegsschiffentwicklung bei Armstrong-Whitworth in Elswick bei Newcastle upon Tyne, hatte für die japanische Marine schon die 1885 gelieferten Geschützten Kreuzer der Naniwa-Klasse (3650 tn.l.) konstruiert. Die im äußeren Erscheinungsbild ähnliche Takasago wird bisweilen als Schwesterschiff der Yoshino betrachtet, unterschied sich aber in der schwereren Bewaffnung, der Antriebsanlage und der verstärkten Panzerung, die 20,3-cm-Geschossen widerstehen sollte, von der fünf Jahre älteren Yoshino.
Hauptbewaffnung der Yoshino waren vier einzelne 15,2-cm-L/40-Elswick-Geschütze hinter Schutzschilden, die als Bug- und Heckgeschütz und in Schwalbennestern neben der Brücke aufgestellt waren. Dazu kamen acht einer von Armstrongs Geschützfabrik für den Export entwickelten 12,0-cm-L/40-Kanone an den Seiten.
Der im Februar 1892 unter der Baunummer 596 begonnene Kreuzer lief am 20. Dezember 1892 vom Stapel und wurde am 30. September 1893 fertiggestellt. Bei ihrer Fertigstellung war die Yoshino das größte Schiff der japanischen Marine und der schnellste Kreuzer der Welt. Der Name stammt von den Bergen in der ehemaligen Provinz Yoshino in der Präfektur Nara auf der Insel Honshū.

## Einsatzgeschichte
Nach ihrer Übernahme in den Flottendienst wurde die Yoshino zur Überwachung der Küste Koreas eingesetzt.

### Gefecht von Pungdo

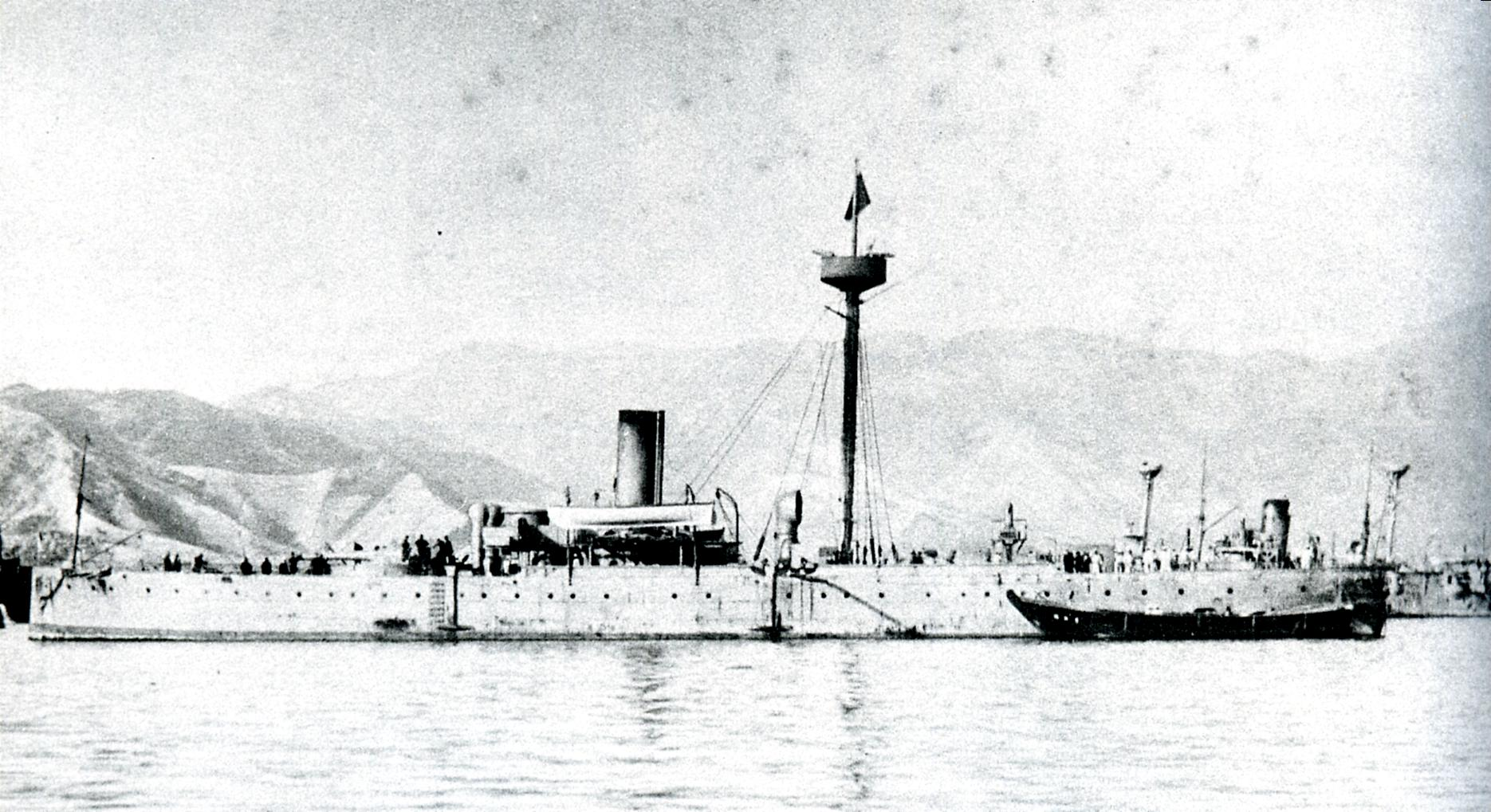
Die von den Japanern 1895 erbeutete Jiyuan

Am 25. Juli 1894 gegen 7 Uhr trafen die drei japanischen Kreuzer Yoshino, Naniwa und Akitsushima im Gelben Meer vor dem koreanischen Asan, in der Provinz Chungcheongnam-do, auf den chinesischen Kreuzer Jiyuan und das Kanonenboot Guangyi (廣乙 / 广乙,  Guǎngyǐ, auch Kwang-yi). Beide Schiffe kamen aus Asan, um mit einem weiteren chinesischen Kanonenboot, der Caojiang (操江, auch: Tsao-kiang), zusammenzutreffen, das Transporter nach Asan begleitete. Die auslaufenden chinesischen Schiffe sollen den Salut der Japaner nicht erwidert haben. Als die Japaner nach Südwest abdrehten, eröffneten die Chinesen angeblich das Feuer. Nach anderen Darstellungen lief die Jiyuan wie zu einem Torpedoangriff auf die Japaner zu, so dass diese das Feuer eröffneten. Nach einem Gefecht von etwa einer Stunde brach die Jiyuan es ab und ergriff die Flucht. Das Kanonenboot Guangyi strandete auf einigen Felsen und sein Magazin explodierte. In diesem Moment trafen das erwartete Kanonenboot Caojiang, 572 t, und der unter britischer Handelsflagge fahrende Transporter Gaosheng (高升, auch: Kow-shing) ein, der etwa 1.200 Soldaten und Vorräte zur Verstärkung der chinesischen Garnison in Korea an Bord hatte. Der Transporter wurde schließlich von den Japanern versenkt. Die Chinesen beklagten etwa 1.100 Tote, darunter über 800 von der Gaosheng. Die Japaner hatten keine Verluste in diesem Gefecht, das vor den Kriegserklärungen stattfand.

#### Japanisch-Chinesischer Krieg
Im folgenden Japanisch-Chinesischen Krieg nahm die Yoshino am 17. September 1894 an der Seeschlacht am Yalu an der Grenze zwischen China und Korea teil, in der die japanische Marine versuchte, die Unterstützung und Versorgung der chinesischen Armee in Korea zu unterbinden, die durch die chinesische Flotte geschützt wurde. Sie bildete mit den neuesten und schnellsten Kreuzern Takachiho, Akitsushima und Naniwa die „Fliegende Division“ als Flaggschiff des Konteradmirals Tsuboi Kōzō, der es gelang, vier chinesische Kreuzer von den großen chinesischen Panzerschiffen zu trennen. Als Tsuboi nahe genug heran war, schoss er mit seinen modernen Schnellfeuergeschützen auf die chinesischen Kreuzer, während er quer vor ihren Bug dampfte. Er konnte schließlich die beiden Kreuzer Jingyuan (經遠 / 经远, auch King Yuen, Vulkan/Stettin) und Zhiyuan (致遠 / 靖远, auch Chih Yuen, Armstrong/Elswick) versenken. Die Laiyuan (來遠 / 来远, auch Lai Yuen) wurde frühzeitig schwer getroffen und geriet in Brand. Sie verließ die Schlachtordnung und rettete sich nach Lüshunkou.
Die Yoshino gehörte zu den Kriegsschiffen, die 1895 die japanische Besetzung von Taiwan unterstützten. Sie nahm am 13. Oktober 1895 an der Beschießung der Küstenbefestigungen bei Kaohsiung teil. Der chinesische Gegner aus dem Gefecht von Pungdo zum Kriegsbeginn, der Kreuzer Jiyuan, nahm an diesen Kämpfen als japanischer Kreuzer Saien teil, nachdem er bei der Kapitulation von Weihaiwei am 17. Februar 1895 in die Hände der Japaner gefallen war.

### Russisch-Japanischer Krieg
Der Russisch-Japanische Krieg begann 1904 mit Präventivschlägen der japanischen Marine gegen das Pazifische Geschwader Russlands. Die Yoshino gehörte zur 3. Division der Vereinigten Flotte vor Port Arthur mit den Kreuzern Kasagi, Chitose und Takasago. Bis Mai gehörte sie zu den Einheiten, die das russische Geschwader eng überwachten.

### Untergang
Am 15. Mai 1904 kollidierte die Yoshino bei dichtem Nebel im Gelben Meer mit dem Panzerkreuzer Kasuga. Der Rammsporn der Kasuga drang auf Höhe des Maschinenraums in die Steuerbordseite der Yoshino. Sie kenterte sofort und sank auf 38° 7′ N, 122° 33′ O, wobei 319 Seeleute starben. Nur 19 Mitglieder der Besatzung der Yoshino konnten gerettet werden. Daraufhin wurden die Rammsporne von japanischen Kriegsschiffen entfernt.